# Prêmio Jabuti Acadêmico
Prêmio Jabuti Acadêmico é uma premiação literária brasileira derivada do Prêmio Jabuti e organizada pela Câmara Brasileira do Livro, com apoio da Academia Brasileira de Ciências e da Sociedade Brasileira para o Progresso da Ciência, com o objetivo de laurear obras científicas, técnicas e profissionais.

## História
Em outubro de 2023, a Câmara Brasileira do Livro (CBL) anunciou a criação do Prêmio Jabuti Acadêmico, cuja primeira edição foi programada para ocorrer já no ano seguinte. O professor doutor Marcelo Knobel foi designado como o primeiro curador do evento, que é voltado para premiar obras científicas, técnicas e profissionais. Foram definidas 29 categorias, muitas delas que eram parte do Prêmio Jabuti antes de sua reformulação em 2018, que reduziu a quantidade de categorias ligadas a obras de não ficção.

## Eixos e categorias
As categorias são distribuídas em dois eixos, "Ciência e Cultura" e "Prêmios Especiais". Além disso, há duas categorias especiais: Personalidade Acadêmica (escolhida pela CBL e pela curadoria do evento) e Livro Acadêmico Clássico (obras atemporais que sejam relevantes, deifnidas a partir de consulta pública).

### Eixo Ciência e Cultura
- Administração Pública e de Empresas, Ciências Contábeis e Turismo
- Antropologia, Sociologia, Demografia, Ciência Política e Relações Internacionais
- Arquitetura, Urbanismo, Design e Planejamento Urbano e Regional
- Artes
- Astronomia e Física
- Ciências Agrárias e Ambientais
- Ciências Biológicas, Biodiversidade e Biotecnologia
- Ciência da Computação
- Ciência de Alimentos e Nutrição
- Ciências Religiosas e Teologia
- Comunicação e Informação
- Direito
- Economia
- Educação Física, Fisioterapia, Fonoaudiologia e Terapia Ocupacional
- Educação e Ensino
- Enfermagem, Farmácia, Saúde Coletiva e Serviço Social
- Engenharias
- Filosofia
- Geografia e Geociências
- História e Arqueologia
- Letras, Linguística e Estudos Literários
- Matemática, Probabilidade e Estatística
- Medicina Veterinária, Zootecnia e Recursos Pesqueiros
- Medicina
- Odontologia
- Psicologia e Psicanálise
- Química e Materiais

### Eixo Prêmios Especiais
- Divulgação Científica
- Ilustração

## Edições
- Prêmio Jabuti Acadêmico 2024
- Prêmio Jabuti Acadêmico 2025